# Biały Zdrój Północny
Biały Zdrój Północny – nieczynny przystanek osobowy w Białym Zdroju, w województwie zachodniopomorskim, w powiecie drawskim, w gminie Kalisz Pomorski.